# کفتون
کفتون (به عربی: كفتون) یک منطقهٔ مسکونی در لبنان است که در شهرستان کوره واقع شده‌است.